# Jon Ander Olasagasti
Jon Ander Olasagasti Imizcoz (San Sebastián, 16 agosto 2000) è un calciatore spagnolo, centrocampista del Levante.

## Carriera

### Club
È cresciuto nel settore giovanile della Real Sociedad, che lo ha tesserato nel 2014. Nel 2017 è stato assegnato alla squadra C con cui ha giocato il suo primo incontro ufficiale il 25 agosto 2017 contro il Durango in Tercera División. Il 2 settembre 2018 ha segnato il suo primo gol nella vittoria per 6-0 contro lo Zamudio.
Nel luglio del 2019 è stato promosso nella squadra B ed il 1º luglio 2020 ha rinnovato il contratto fino al 2023. Il 1º dicembre 2021 ha debuttato in prima squadra nell'incontro di Coppa del Re vinto 4-0 contro il Panadería Pulido.

### Nazionale
Ha giocato nella nazionale spagnola Under-21.

## Statistiche

### Presenze e reti nei club
Statistiche aggiornate al 17 luglio 2025
| Stagione             | Squadra              | Campionato           | Campionato | Campionato | Coppe nazionali | Coppe nazionali | Coppe nazionali | Coppe continentali | Coppe continentali | Coppe continentali | Altre coppe | Altre coppe | Altre coppe | Totale | Totale | Totale |
| Stagione             | Squadra              | Comp                 | Pres       | Reti       | Comp            | Pres            | Reti            | Comp               | Pres               | Reti               | Comp        | Pres        | Reti        | Pres   | Reti   |        |
| -------------------- | -------------------- | -------------------- | ---------- | ---------- | --------------- | --------------- | --------------- | ------------------ | ------------------ | ------------------ | ----------- | ----------- | ----------- | ------ | ------ | ------ |
| 2017-2018            | Real Sociedad C      | TD                   | 1          | 0          |                 | -               | -               |                    | -                  | -                  |             | -           | -           | 1      | 0      |        |
| 2018-2019            | Real Sociedad C      | TD                   | 34         | 7          |                 | -               | -               |                    | -                  | -                  |             | -           | -           | 34     | 7      |        |
| 2019-2020            | Real Sociedad B      | SDB                  | 7          | 1          |                 | -               | -               |                    | -                  | -                  |             | -           | -           | 7      | 1      |        |
| 2020-2021            | Real Sociedad B      | SDB                  | 23         | 3          |                 | -               | -               |                    | -                  | -                  |             | -           | -           | 23     | 3      |        |
| 2021-2022            | Real Sociedad B      | SD                   | 33         | 4          |                 | -               | -               |                    | -                  | -                  |             | -           | -           | 33     | 4      |        |
| 2022-2023            | Real Sociedad B      | PF                   | 29         | 3          |                 | -               | -               |                    | -                  | -                  |             | -           | -           | 29     | 3      |        |
| 2021-2022            | Real Sociedad        | PD                   | 0          | 0          | CR              | 2               | 0               | UEL                | 0                  | 0                  |             | -           | -           | 2      | 0      |        |
| 2022-2023            | Real Sociedad        | PD                   | 3          | 0          | CR              | 1               | 0               | UEL                | 0                  | 0                  |             | -           | -           | 4      | 0      |        |
| 2023-2024            | Real Sociedad        | PD                   | 14         | 0          | CR              | 3               | 0               | UCL                | 1                  | 0                  |             | -           | -           | 18     | 0      |        |
| 2024-2025            | Real Sociedad        | PD                   | 22         | 1          | CR              | 6               | 1               | UEL                | 6                  | 0                  |             | -           | -           | 34     | 2      |        |
| Totale Real Sociedad | Totale Real Sociedad | Totale Real Sociedad | 39         | 1          |                 | 12              | 1               |                    | 7                  | 0                  |             |             |             | 58     | 2      |        |
| Totale carriera      | Totale carriera      | Totale carriera      | 166        | 19         |                 | 12              | 1               |                    | 7                  | 0                  |             | -           | -           | 185    | 20     |        |